# ETFE

ETFE is de afkorting van "ethyleen-tetrafluorethyleen copolymeer", dit is een copolymeer van etheen en tetrafluoretheen (het monomeer van PTFE, onder andere bekend als Teflon®). Het is een thermoplastisch polymeer met goede tot zeer goede thermische, mechanische, elektrische en chemische eigenschappen.
ETFE werd voor het eerst op de markt gebracht in 1972 door DuPont, onder de merknaam Tefzel®. Tefzel heeft een dichtheid van ongeveer 1700 kg/m³, en een smeltpunt van 255 tot 280 °C (naargelang het type). De diëlektrische constante is ongeveer 2,6. Andere eigenschappen van Tefzel zijn onder andere:
- goed bestand tegen slijtage;
- bestand tegen vele agressieve chemicaliën zoals zuren of organische oplosmiddelen. De chemische bestendigheid van ETFE benadert die van PTFE;
- bestand tegen een continue temperatuur van 150 °C, en kortstondig tot 230 °C;
- goed bestand tegen straling (beter dan PTFE);
- geschikt als isolatiemateriaal in de elektrotechniek.

Er zijn ook met glasvezel of koolstofvezel versterkte types ETFE.
Andere merknamen zijn onder andere Fluon® (Asahi Glass Co.) en Neoflon (Daikin Industries).

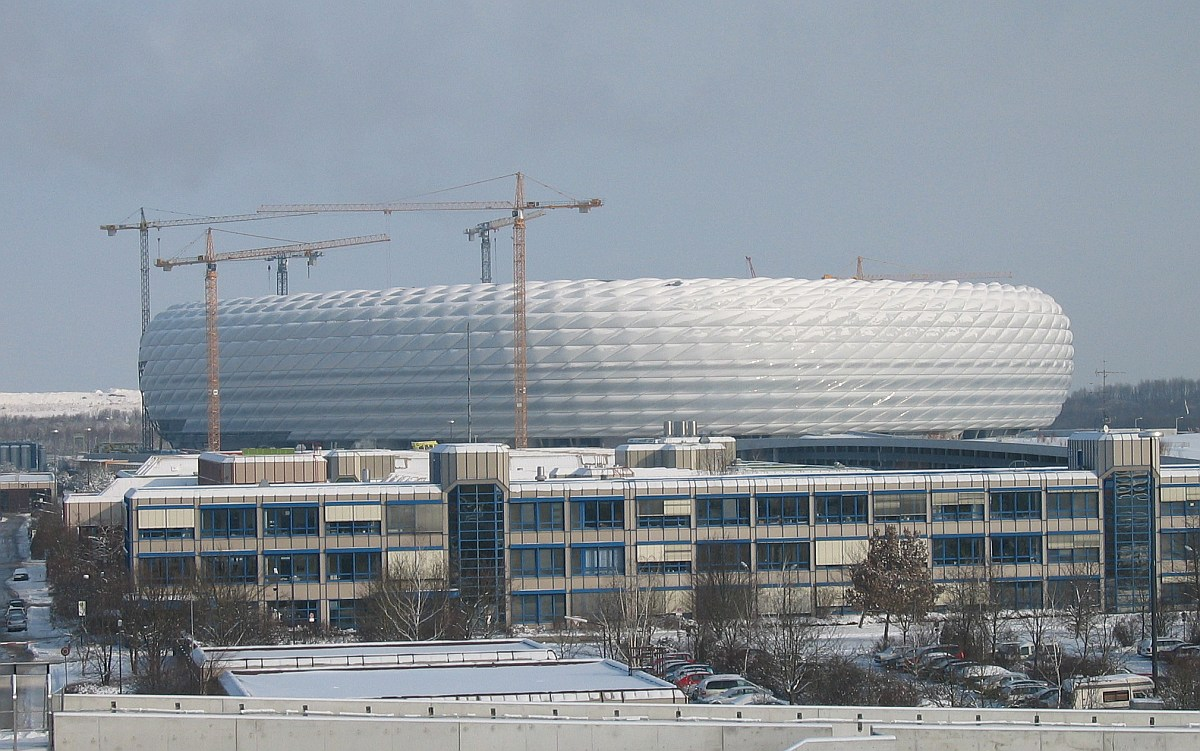
Het dak en de voorzijde van de Allianz Arena gemaakt uit ETFE-bekleding

Toepassingen van ETFE zijn onder andere als isolatie van elektrische draden en kabels in veeleisende omgevingen als de lucht- en ruimtevaart; als bekledingsmateriaal van opslagtanks, leidingen e.d. voor chemische producten en pakkingen in pompen voor dergelijke producten.
ETFE wordt ook meer en meer in de bouw gebruikt zoals de 2.760 lichtdoorlatende "kussens" aan de buitenkant van de Allianz Arena in München die bestaan uit ETFE-folie met een totale oppervlakte van 66.500 m². Of het opvallende "bollendak" op het stationsplein van Utrecht CS met 49 lichtdoorlatende kussens in een stalen constructie van 500.000 kg. Huidige recordhouder in de bouwkundige toepassing van ETFE is het Beijing National Aquatics Center (ook wel bekend als Water Cube) waarvan 100.000 m² met ETFE bekleed is. ETFE laat ca. 95% van het zichtbare licht door.
Een verwant polymeertype is ECTFE (ethyleen - chloortrifluorethyleen copolymeer), dat vergelijkbare eigenschappen bezit.